# Federacija Južne Arabije
Federacija Južne Arabije (arapski: اتحاد الجنوب العربي)  je naziv za kratkotrajni britanski protektorat) koji je postojao od 1962. do 1967. godine na jugozapadu Arapskog poluotoka.

## Povijest
U zapadnom dijelu ondašnje britanske krunske kolonije Adena početkom 1959. osnovana je Federacija Južnoarabijskih Emirata. Travnja 1962. preimenovana je u Federaciju Južne Arabije.
Federaciju je osnovalo 4. travnja 1962. 15 britanskih vazalnih država (emirata, sultanata i šeikata) članica dotadašnje Federacije Arapskih Emirata Juga. Federaciji se 18. siječnja 1963. pridružila i krunska Kolonija Aden, te u lipnju 1964. Sultanat Gornji Aulaki tako da je ukupni broj članica bio 17. 
Ova kratkotrajna država kojoj su Britanci na sve načine željeli osigurati budućnost, izdavala je vlastite marke i sudjelovala na međunarodnim športskim natjecanjima, tako je poslala svoje predstavnike na Igre Commonwealtha 1966. u Kingston na Jamajku. 
Od samog svog osnutka Južnoarabijska Federacija bila je poprište žestokih gerilskih borbi između dviju jemenskih gerilskih organizacija; Nacionalna oslobodilačka fronta (NLF) i Fronta za oslobođenje okupiranog Južnog Jemena (FLOSY) s jedne strane te vojske i policijskih snaga Federacije pomagane od strane britanske vojske razmještene po Federaciji još od vremena Protektorata Aden. Borbe i veliki politički nemiri kulminirali su 20. lipnja 1967. kad je došlo do pobune i otkazivanja poslušnosti u vojsci Federacije, koja se proširila i na policiju. Kratkotrajni red su uspostavile postrojbe britanske vojske, ali su i one krajem studenog 1967. napustile zemlju iscrpljene stalnim gerilskim napadima NLF-a i FLOSY-a. Odmah po njihovu odlasku vlast je preuzela Narodno oslobodilački fronta(NLF) i proglasila Demokratsku Narodnu Republiku Jemen 30. studenog 1967. godine.

## Države članice federacije
- Kolonija Aden
- Šeikat Alavi
- Šeikat Akrabi
- Sultanat Audali
- Emirat Bejhan
- Šeikat Datina
- Emirat Dala
- Sultanat Fadli
- Sultanat Haushabi
- Sultanat Lahij
- Sultanat Donji Aulaki
- Sultanat Donja Jafa
- Šeikat Muflihi
- Šeikat Shaib
- Šeikat Gornji Aulaki
- Sultanat Gornji Aulaki
- Vahidski Sultanat Balhaf

## Pogledajte i ovo
- Protektorat Aden
- Kolonija Aden
- Federacija Južnoarabijskih Emirata